# 苏珊娜·埃尔库拉诺-乌泽尔
苏珊娜·埃尔库拉诺-乌泽尔（1972年—）是一位巴西神经科学家，本科毕业于里约热内卢联邦大学，硕士毕业于凱斯西儲大學，博士毕业于巴黎第六大学，专攻大脑皮质等领域的神經解剖學。